# Mouldingia orientalis
Mouldingia orientalis је пуж из реда Stylommatophora и фамилије Camaenidae. 

## Угроженост
Ова врста се сматра угроженом.

## Распрострањење
Аустралија је једино познато природно станиште врсте.

## Станиште
Врста Mouldingia orientalis има станиште на копну.